# Соловей Будимирович
Соловей Будимирович — герой русской былины, известной в 5 записях, из которых старейшая принадлежит Кирше Данилову.

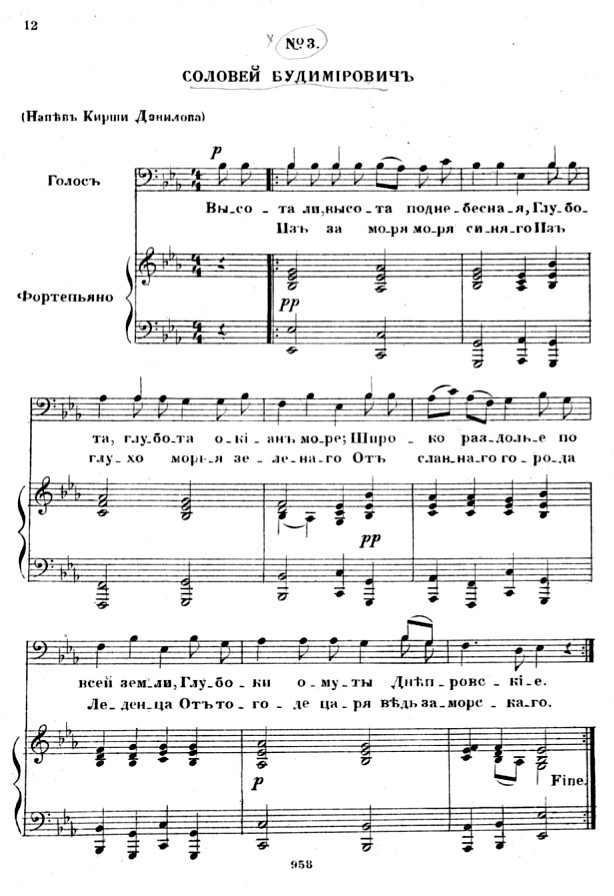
Напев былины «Соловей Будимирович». Обработка Н. А. Римского-Корсакова.

## Сюжет по Кирше Данилову
В записи Кирши Данилова славный богатый гость Соловей Будимирович приплывает по Днепру в Киев из каких-то заморских стран: «от славного города Ле́денца, от того-де царя ведь заморскаго».
Щедро одарив князя Владимира и княгиню Апраксевну, Соловей выпрашивает у них участок земли в саду княжеской племянницы, Забавы Путятичны. В одну ночь Соловей строит там три чудесно изукрашенных терема; этими теремами, а также игрой на гуслях, он так прельщает Забаву, что она сама приходит к нему и сама себя сватает. Они целуются, милуются и меняются золотыми перстнями.
Однако мать Соловья почему-то уговаривает его отсрочить свадьбу и съездить прежде за моря. Во время мямя этой поездки Соловья, благодаря такому же обману, как в былинах о Добрыне Никитиче, Забава соглашается выйти замуж за некоего Давыда Попова, проторговавшегося где-то за морями и явившегося в Киев «голым щапом».
Возвратившийся во время свадебного пира Соловей разрушает план Давыда Попова, и Забава выходит за настоящего своего жениха.

## Происхождение сюжета
Всеволод Миллер в своё время доказывал, что былина о Соловье Будимировиче — северного, новгородского происхождения, хотя по своему действию и приурочена к киевскому циклу. Город Леденец, по Миллеру — замок Линданисса около Ревеля. Кроме того, в некоторых вариантах былины упоминается «море Варяжское», то есть Финский залив. Однако Миллер оставил без внимания тот факт, что товары на кораблях Соловья — из Царьграда и Иерусалима.
Халанский отмечал, что символика былины о Соловье Будимировиче имеет тесную связь со свадебными песнями.